# 山脇東洋

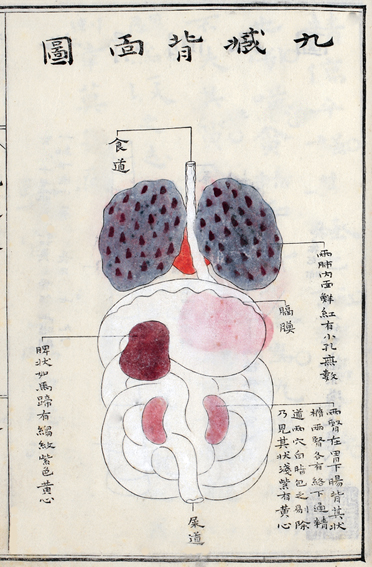
山脇東洋所著《藏志》內的九臓背面圖

山脇東洋（日语：／ Yamawaki Tōyō，1706年2月1日—1762年9月25日），生於丹波國龜山，日本江戶時期著名漢醫學者，為古方派代表人物、實證醫學的先驅。

## 生平
山脇東洋為後藤艮山弟子，後藤艮山提倡古醫方，為古方派代表。山脇東洋曾經親自解剖水獺，發現中國漢醫學書籍的說法並不合理，對於中國漢醫學所傳陰陽五行與五臟六腑學說提出質疑。
寶曆四年（1754年），經京都所司代同意，觀察死刑犯的屍體，並加以解剖。寶曆九年（1759年）出版《藏志》，實地記錄人體臟腑，與古代醫書的記載進行比較。開啟了日本漢醫學界，以實證方式進行醫學研究的風氣。其弟子杉田玄白受到他的影響，與前野良澤共同翻譯出《解體新書》。